# Jello Biafra and the Guantanamo School of Medicine
Jello Biafra and the Guantanamo School of Medicine ist eine US-Punk-Band, Bandleader ist Jello Biafra. Die Alben erscheinen unter dem Label Alternative Tentacles, das ebenfalls von Jello Biafra gegründet wurde und geführt wird. Die Band tritt international auf.

## Bandgeschichte
Nach dem Ende der Dead Kennedys blieb Jello Biafra weiterhin als Sänger aktiv. Er hatte aber keine wirkliche Band mehr, sondern widmete sich einer Reihe von Projekten wie Lard und nahm mit unterschiedlichen Bands wie D.O.A. und NoMeansNo und zuletzt mit den Melvins Alben auf. 2008 gründete er The Guantanamo School of Medicine als erste feste Band seit dem Ende der Dead Kennedys. Die Inspiration kam bei einem Auftritt von Iggy Pop, der an seinem 60. Geburtstag ein groß angelegtes Konzert in seiner Heimatstadt San Francisco zum Besten gab. Zum ersten Line-up gehörten Ralph Spight (Gitarre, Victims Family), Billy Gould (Bass, Faith No More) und Jon Weiss (Schlagzeug). Zunächst nannte sich die Band Jello Biafra and The Axis of Merry Evildoers. Kurz darauf ändert man den Namen in Jello Biafra and the Guantanamo School of Medicine. Mit Kimo Ball (Freak Accident) stieß ein zweiter Gitarrist zur Band. Im Oktober 2009 erschien das erste Studioalbum The Audacity of Hype über Biafras eigenes Label Alternative Tentacles. Da sich Faith No More im gleichen Jahr neu gründete, konnte Billy Gould an der folgenden Tour nicht teilnehmen und wurde durch Andrew Weiss (Rollins Band) ersetzt.
2011 folgte das zweite Album Enhanced Methods of Questioning. Es ist das letzte Album mit Billy Gould, der danach durch seine Vertretung ersetzt wurde. Für 2011 war ein Konzert in Tel Aviv angekündigt. Eine internationale Initiative gründete sich aus Protest gegen diese Entscheidung und startete eine Petition. In einem offenen Brief forderte sie Biafra auf, den Auftritt abzusagen. Tatsächlich sagte Biafra den Gig anschließend ab, rechtfertigte sich allerdings und wies alle Vorwürfe zurück, sich mit einem solchen Gig die Politik Israels zu verteidigen oder sich gegen die Palästinenser zu stellen.
2012 veröffentlichte die Band die Extended Play SHOCK-U-PY!, ein Tribut an die Occupy-Bewegung. Es war die erste Veröffentlichung mit dem neuen Schlagzeuger Paul Della Pelle.
2013 folgte das bislang letzte Album White People and the Damage Done. Das Album ist als Konzeptalbum zu verstehen und greift die US-amerikanische Politik der Austerität an.

## Musikstil
Wie bereits mit den Dead Kennedys ist die Musik von Jello Biafra and the Guantanamo School of Medicine „schwarzhumorige[r] Politpunk mit satirischen Attacken auf den American Way of Life, totalitäre Tendenzen und soziale Ungleichheit“. Musikalisch bleibt die Band, vor allem auf dem ersten Album, weitestgehend dem US-Punk im Stile von MC5, Iggy & the Stooges treu. Auf Enhanced Methods of Questioning sind wesentlich mehr Metal-Einflüsse zu finden. zudem findet sich ein experimenteller Hidden track auf dem Album. Dieser beinhaltet eine 18-minütige Spoken-Word-Performance, die über einen Noise-Blues-Track gelegt wurde. Das dritte Album White People and the Damage Done  ist wesentlich Hardcore-lastiger und erinnert an frühe Dead Kennedys und Black Flag.
Textlich behandelt Jello Biafra, der als Haupttexter auftritt, aktuelle politische Themen und schreibt über sie aus einer linken bis linksradikalen Perspektive. So greift er die US-amerikanischen Präsidenten George W. Bush sowie seinen Nachfolger Barack Obama an und kritisiert den Kapitalismus. Als Befürworter der Grünen Partei singt er auch über Umweltthemen. Insbesondere kritisiert er die US-amerikanische Abhängigkeit vom Öl. Biafra verwendet Ironie und schwarzen Humor, um seine Punkte deutlich zu machen.

## Diskografie
Alben
- 2009: The Audacity of Hype
- 2011: Enhanced Methods of Questioning
- 2013: White People and the Damage Done
- 2020: Tea Party Revenge Porn

Singles/EPs
- 2011: Enhanced Methods of Questioning
- 2012: SHOCK-U-PY!